# کریستیان کلاویه
کریستیان کلاویه (به فرانسوی: Christian Clavier) بازیگر فرانسوی زاده ۶ مه ۱۹۵۲ است.
از فیلم‌های معروف او می‌توان به معجون زمان، معجون زمان ۲، آستریکس و اوبلیکس: مأموریت کلئوپاترا، ناپلئون، عروسی‌های سریال، عروسی‌های سریال ۲، معجون زمان ۴، کاملوت، اگر من یک پسر بودم و آستریکس در بازی‌های المپیک اشاره کرد.
وی همچنین در یک مینی سریال تلویزیونی به نام بینوایان بازی کرده‌است.